# Yvonne D'Arle
Yvonne D'Arle (1 de diciembre de 1898 - 25 de marzo de 1977) fue una cantante soprano estadounidense nacida en Francia, cuyo nombre de original era Eugenie Marguerite Patet. Fue cantante de la Metropolitan Opera entre 1921 a 1925.

## Biografía
Eugenie Marguerite Patet nació en Lyon, Francia, y creció en Rockford, Illinois. Su padre, Joseph Patet, era profesor en Chicago. Asistió al Seminario de Rockford en Illinois y a la Escuela para Niñas de Miss Wolcott en Denver, Colorado. D'Arle se formó como cantante con Estelle Liebling y William Thorner.
D'Arle tuvo una relación con el también cantante de ópera Titta Ruffo. Se casó dos veces. Su primer marido, Clyde Edward Ganun, murió en la pandemia de gripe de 1918; su segundo marido fue el anticuario Salvador Benguiat. Tuvo un hijo, Clyde Ganun (1917-1983).
Murió en 1977, a los 80 años, en Cannes, Francia, donde tenía una villa en Cap d'Antibes desde al menos su gira europea de 1927.

## Carrera profesional
D'Arle realizó una gira en The Lilac Domino al inicio de su carrera.  Estaba actuando en un cabaret de Nueva York cuando fue descubierta por el crítico musical Sylvester Rawling. Se unió a la Ópera Metropolitana en 1921 y cantó en dicha institución durante cinco años.
En 1922 actuó en un acto benéfico para la Brooklyn Orphan Asylum Society, con la cantante Titta Ruffo y la bailarina Roshanara como coprotagonistas.  También actuó con la Asociación de Teatro Municipal en St. Louis, Missouri, y con la Orquesta Sinfónica de Baltimore, en la década de 1920.   Realizó una gira por América del Sur con la Bracale Grand Opera Company.
En el verano de 1927 se embarcó en una gira europea con Titta Ruffo, actuando en Francia (en la Gran Ópera del Casino de Deauville y en el Ostende Kursaal), Alemania y Suiza.
D'Arle apareció en tres producciones musicales de Broadway: Fancy Free (1918), Countess Maritza (1926-1927), y The Three Musketeers (1928). Cantó el himno nacional en el lanzamiento de la estación de radio WNEW-AM en 1934.